# Luis Zuegg
Luis Zuegg (Lana, 26 aprile 1876 – Bordighera, 14 gennaio 1955) è stato un ingegnere e imprenditore italiano di lingua tedesca.

## Biografia e attività
Proveniva da un'umile e numerosa famiglia contadina; dopo avere frequentato il liceo dei benedettini a Merano ed essersi laureato all'Università Tecnica di Graz nel 1903 fece ritorno nel natìo Alto Adige, dove contribuì, con il suo lavoro da ingegnere, alla costruzione della centrale elettrica a nella gola del Valsura (Gaul), nei pressi di Lana.
Nel 1906 promosse e prese parte alla realizzazione della nuova strada per Merano accanto alla quale costruì la linea tranviaria Lana-Merano.
Nel 1907 fondò una ditta per la produzione di cellulosa e cartone dal legno che i boschi del circondario fornivano abbondantemente. Per migliorare il trasporto dei tronchi iniziò ad occuparsi della costruzione di teleferiche e funivie. Questo interesse segnò il resto della sua vita e la sua successiva carriera di ingegnere.
Nel 1909 Zuegg propose un collegamento funiviario con il monte San Vigilio sopra Lana, allora meta turistica importante e sede delle seconde case di molte famiglie abbienti. La sua proposta fu accettata ma i lavori furono affidati a Emil Strub per la progettazione e alla ditta Ceretti & Tanfani di Milano per la costruzione. Purtroppo Emile Strub morì prima della fine della costruzione della funivia, lasciando il cantiere incompleto e con molti problemi da risolvere. Zuegg fu quindi incaricato di terminare i lavori riuscendo a completare la funivia di San Vigilio nel 1912 quando venne finalmente inaugurata.
Nel 1913 fu inaugurata la ferrovia Lana-Postal, un'altra opera progettata da Zuegg, che migliorava il collegamento tra Lana e la ferrovia Bolzano-Merano.
Allo scoppio della prima guerra mondiale Zuegg fu arruolato come ingegnere nel genio militare. Durante il suo servizio si occupò della costruzione di teleferiche per il trasporto di uomini e materiali in vari scenari del fronte Italo-Austriaco: in particolare sullo passo dello Stelvio, sulle dolomiti di Sesto e sull'Adamello. Fu durante questo periodo che Zuegg acquisì l'esperienza e sviluppò le idee innovative che lo resero un vero e proprio pioniere nel campo dell'ingegneria funiviaria. Le principali novità che introdusse furono:
- l'aumento della tensione delle funi, riducendo il numero dei piloni necessari alla costruzione della funivia e aumentandone nel contempo velocità e durata delle funi nel tempo;
- l'eliminazione della fune di frenata con l'inserimento di freni direttamente su quella portante;
- l'introduzione di un sistema che permetteva la comunicazione telefonica con le cabine sfruttando le funi come mezzo di trasmissione del segnale.

Nel 1917 convertì la fabbrica di cellulosa alla produzione di marmellate per le truppe e ne affidò la direzione ai suoi fratelli. Questa fu la nascita del Gruppo Zuegg attivo ancora oggi.
Al termine della guerra Zuegg si mise in proprio e nel 1920 fondò a Merano una ditta per la costruzione di funivie. La sua prima impresa fu la costruzione della funivia Merano-Avelengo che usò come campo di prova per tutte le sue innovazioni. Il risultato fu così sorprendente che la società Adolf Bleichert & Co., allora una delle maggiori costruttrici di funivie, decise di stringere un accordo con Zuegg per poter usare le sue soluzioni. Quest'accordo diede vita al "Sistema Bleichert - Zuegg", con il quale furono costruite la maggior parte delle funivie in varie parti del mondo.
Zuegg fu titolare di ben sette brevetti in Austria, Germania, Italia e Svizzera e lavorò nel settore funiviario fino al 1936, quando dovette chiudere la propria attività a causa della crisi economica.
Nel 1955 morì nella sua villa di Bordighera.
| Funivie costruite direttamente da Luis Zuegg | Funivie costruite direttamente da Luis Zuegg |
| -------------------------------------------- | -------------------------------------------- |
| 1912                                         | Completamento della Lana - San Vigilio       |
| 1920                                         | Merano - Avelegno (ristrutturata nel 1927)   |
| 1926                                         | Oropa - Lago Mucrone                         |
| 1929                                         | Torre de Buse - Valcava                      |
| 1935                                         | Ortisei - Alpe di Siusi                      |

| Alcune Funivie costruite dalla ditta Adolf Bleichert & Co.con il "Sistema Bleichert - Zuegg" | Alcune Funivie costruite dalla ditta Adolf Bleichert & Co.con il "Sistema Bleichert - Zuegg" |
| -------------------------------------------------------------------------------------------- | -------------------------------------------------------------------------------------------- |
| 1926                                                                                         | Zugspitzbahn                                                                                 |
| 1926                                                                                         | Raxseilbahn Hirschwang                                                                       |
| 1926                                                                                         | Kreuzeckbahn Garmisch-Partenkirchen                                                          |
| 1927                                                                                         | Pfänderbahn Bregenz                                                                          |
| 1927                                                                                         | Luftseilbahn Gerschnialp - Trübsee                                                           |
| 1927                                                                                         | Schmittenhöhebahn Zell am See                                                                |
| 1927                                                                                         | Kanzelwandbahn                                                                               |
| 1928                                                                                         | Patscherkofelbahn Innsbruck                                                                  |
| 1928                                                                                         | Predigtstuhlbahn Bad Reichenhall                                                             |
| 1929                                                                                         | Funivia a Città del Capo                                                                     |
| 1929                                                                                         | Wankbahn                                                                                     |
| 1929                                                                                         | Burgbergseilbahn Bad Harzburg                                                                |
| 1931                                                                                         | Funivia Sestriere Alpette - Monte Sises                                                      |
| 1933                                                                                         | Funivia Sestriere - Monte Banchetta                                                          |
| 1935                                                                                         | Säntisbahn                                                                                   |
| 1938                                                                                         | Funivia Sestriere - Monte Fraiteve                                                           |

## Onorificenze
Nel 1916 l'imperatore Francesco Giuseppe insignì Luis Zuegg della croce al servizio civile per la sua opera durante la prima guerra mondiale.
Nel 1948 l'università di Graz gli conferì una laurea honoris causa.
Nel 2010 fu eretto un suo busto di bronzo nel parco che porta il suo nome a Lana.